# Dolmen von Pataou
Der Dolmen von Pataou ist ein „Dolmen coudé“, eine hier etwa rechtwinkelig geknickte Megalithanlage. Er liegt in Lacapelle-Livron im Département Tarn-et-Garonne in der Region Okzitanien in Südfrankreich. Dolmen ist in Frankreich der Oberbegriff für Megalithanlagen aller Art (siehe: Französische Nomenklatur).
Die Kammer der Anlage ist etwa 3,0 × 1,0 m groß und besteht aus zwei erhaltenen seitlichen Tragsteinen. Der Endstein und der Deckstein fehlen. Die Kammer liegt schräg zur Längsachse des Hügels. Der ellenbogenförmig angesetzte, schräge Gang misst 3,5 × 1,0 m und besteht aus zwei unterschiedlich langen seitlichen Tragplatten. Die Deckenplatte fehlt ebenso wie eine Zugangskonstruktion und eine bauliche Gestaltung des Übergangs zur Kammer. Die Höhe der Anlage liegt im Durchschnitt bei 1,2 m.
Erhalten ist ein 15,5 × 13 m messender ovaler Grabhügel. Der Umriss des Originalhügels war trapezförmig (11,5 m lang und 6,3 m am nördlichen und 5,3 m am südlichen Ende) und etwas asymmetrisch im Längsprofil.
Die Funde sind typisch für die Kupferzeit: Knochen, ein paar Scherben, Schmuck und eine Speerspitze aus Feuerstein.